# Episodi di Hustle - I signori della truffa (seconda stagione)
La seconda stagione di Hustle - I signori della truffa è stata trasmessa in prima visione nel Regno Unito dal 29 marzo al 3 maggio 2005 da BBC One.
In Italia è stata trasmessa in prima visione satellitare da Fox dal 10 al 24 giugno 2006, mentre in chiaro è stata trasmessa da LA7.
| nº | Titolo originale    | Titolo italiano            | Prima TV UK    | Prima TV Italia |
| -- | ------------------- | -------------------------- | -------------- | --------------- |
| 1  | Gold Mine           | Una miniera d'oro a Londra | 29 marzo 2005  | 10 giugno 2006  |
| 2  | Confessions         | Un padre per Danny         | 5 aprile 2005  | 10 giugno 2006  |
| 3  | The Lesson          | Una truffa d'oltremanica   | 12 aprile 2005 | 17 giugno 2006  |
| 4  | Missions            | L'asta                     | 19 aprile 2005 | 17 giugno 2006  |
| 5  | Old Acquaintance    | Ritorno di fiamma          | 26 aprile 2005 | 24 giugno 2006  |
| 6  | Eye of the Beholder | La truffa del secolo       | 3 maggio 2005  | 24 giugno 2006  |